# Dois Irmãos
Dois Irmãos is een gemeente in de Braziliaanse deelstaat Rio Grande do Sul. De gemeente telt 26.421 inwoners (schatting 2009).